# Толкачовка
Толкачо́вка (укр. Товкачівка) — село в Прилукском районе Черниговской области Украины. Население — 615 человека. Занимает площадь 2,981 км².
Код КОАТУУ: 7424189101. Почтовый индекс: 17541. Телефонный код: +380 4637.

## География
Расстояние до районного центра:Прилуки : (12 км.), до областного центра:Чернигов ( 114 км. ), до столицы:Киев ( 126 км. ).  Ближайшие населенные пункты: Стрельники, Петровское и Заезд 4 км.

## Власть
Орган местного самоуправления — Толкачовский сельский совет. Почтовый адрес: 17541, Черниговская обл., Прилукский р-н, с. Толкачовка, ул. Мира, 88.

## Персоны
В селе родился, жил, умер и был похоронен Герой Советского Союза Алексей Макиенко.
1. ↑  ЗВІТ Малодівицького селищного голови за 2024 рік (укр.).
2. ↑  [www.komandirovka.ru/cities/tolkachovka/ Село Толкачовка, Черниговская область]. www.komandirovka.ru. Дата обращения: 13 января 2022.